# Poncin
Poncin település Franciaországban, Ain megyében. Lakosainak száma 1766 fő (2022. január 1.). Poncin Cerdon, Challes-la-Montagne, Hautecourt-Romanèche, Jujurieux, Mérignat, Bohas-Meyriat-Rignat, Neuville-sur-Ain, Saint-Alban és Serrières-sur-Ain községekkel határos.

## Népesség
A település népességének változása:
| Lakosok száma | 1210 | 1144 | 1229 | 1550 | 1686 | 1688 | 1703 | 1699 | 1696 | 1766 |
|               | 1968 | 1982 | 1990 | 2006 | 2013 | 2015 | 2017 | 2019 | 2020 | 2022 |